# Scopaeothrips
Scopaeothrips är ett släkte av insekter. Scopaeothrips ingår i familjen rörtripsar.
Kladogram enligt Catalogue of Life:
| Scopaeothrips | \| \| Scopaeothrips bicolor \| \| \| \| \| \| Scopaeothrips unicolor \| \| \| \| |
|               | \| \| Scopaeothrips bicolor \| \| \| \| \| \| Scopaeothrips unicolor \| \| \| \| |
|               | Scopaeothrips bicolor                                                            |
|               |                                                                                  |
|               | Scopaeothrips unicolor                                                           |
|               |                                                                                  |